# Lucius Venuleius Apronianus Octavius Priscus
Lucius Venuleius Apronianus Octavius Priscus (* um 110 in Pisa) war ein römischer Politiker und Senator des 2. Jahrhunderts n. Chr. Er war zweimaliger Konsul um 144 und 168.
Apronianus stammte aus Pisa und war ein Sohn des gleichnamigen Konsuls des Jahres 123. Er durchlief eine ähnliche Ämterlaufbahn wie sein Vater. In seiner frühen Karriere war er Triumvir monetalis (Münzmeister für das Schlagen und Prägen von Bronze, Silber und Gold), überwachte als praefectus urbi feriarum Latinarum die Feier der von den Latinern übernommenen Latinischen Feste und war Augur sowie Quästor des Kaisers. Nach seiner Prätur, wahrscheinlich um 142, wurde er um 143/144(?) Legat der Legio I Italica in Novae in der Provinz Moesia inferior, derselben Legion, die bereits sein Vater befehligt hatte, was ungewöhnlich war.
Apronianus war vermutlich um 144 Suffektkonsul. Zwischen 145 und 161, möglicherweise in den letzten Regierungsjahren des Antoninus Pius, diente er als kaiserlicher Legat mit Proprätorbefugnis in der Provinz Hispania citerior. Im Jahr 168 bekleidete er sein zweites Konsulat zusammen mit Lucius Sergius Paullus. 
Er war Mitglied der sodales Hadrianalis und sodales Antoninianus Verianus (Priesterbruderschaften für den Kult der vergöttlichten Kaiser Hadrian, Antoninus Pius und Lucius Verus[?]). In Pisa war er (fünfmal?) Prätor von Etrurien, wo er durch einen Beschluss der Dekurionen mit einer Statue geehrt wurde wegen seiner Verdienste um seine Heimatstadt. Dort baute oder erweiterte er auf eigene Kosten ein Badehaus.